# Pierwszy gabinet Johna Curtina
Pierwszy gabinet Johna Curtina – trzydziesty gabinet federalny Australii, urzędujący od 7 października 1941 do 21 września 1943. Był już trzecim gabinetem powołanym w trakcie tej samej kadencji Izby Reprezentantów, zapoczątkowanej przez wybory we wrześniu 1940. Miał charakter jednopartyjny, tworzyła go Australijska Partia Pracy (ALP), dla której był to pierwszy powrót do władzy od czasu upadku gabinetu Jamesa Scullina.

## Okoliczności powstania
Gabinet powstał po tym, jak dwaj posłowie niezależni, wspierający wcześniej mniejszościowe, koalicyjne gabinety tworzone przez Partię Zjednoczonej Australii i Partię Wiejską (były to trzeci gabinet Roberta Menziesa oraz gabinet Arthura Faddena), postanowili przenieść swoje głosy na pozostającą w pierwszej części kadencji w opozycji ALP. W efekcie lider tego ugrupowania John Curtin otrzymał misję tworzenia rządu.

## Okoliczności dymisji
Gabinet zakończył działalność po wyborach z sierpnia 1943, które przyniosły ALP zdecydowane zwycięstwo, dzięki czemu w kolejnym miesiącu Curtin mógł powołać swój drugi gabinet.

## Skład
| stanowisko                                                                                | osoba              | od                  | do               |
| ----------------------------------------------------------------------------------------- | ------------------ | ------------------- | ---------------- |
| premier                                                                                   | John Curtin        | 7 października 1941 | 21 września 1943 |
| minister koordynacji obronnej (od 14 kwietnia 1942 minister obrony)                       | John Curtin        | 7 października 1941 | 21 września 1943 |
| minister ds. wojsk lądowych                                                               | Frank Forde        | 7 października 1941 | 21 września 1943 |
| minister skarbu                                                                           | Ben Chifley        | 7 października 1941 | 21 września 1943 |
| minister ds. powojennej odbudowy                                                          | Ben Chifley        | 22 grudnia 1942     | 21 września 1943 |
| prokurator generalny                                                                      | Herbert Vere Evatt | 7 października 1941 | 21 września 1943 |
| minister spraw zagranicznych                                                              | Herbert Vere Evatt | 7 października 1941 | 21 września 1943 |
| minister zaopatrzenia i rozwoju (od 17 października 1942 minister zaopatrzenia i żeglugi) | Jack Beasley       | 7 października 1941 | 21 września 1943 |
| minister spraw wewnętrznych                                                               | Joe Collings       | 7 października 1941 | 21 września 1943 |
| minister marynarki wojennej                                                               | Norman Makin       | 7 października 1941 | 21 września 1943 |
| minister ds. uzbrojenia                                                                   | Norman Makin       | 7 października 1941 | 21 września 1943 |
| minister zdrowia                                                                          | Jack Holloway      | 7 października 1941 | 21 września 1943 |
| minister służb społecznych                                                                | Jack Hollaway      | 7 października 1941 | 21 września 1943 |
| minister handlu i ceł                                                                     | Richard Keane      | 7 października 1941 | 21 września 1943 |
| wiceprzewodniczący Federalnej Rady Wykonawczej                                            | Richard Keane      | 7 października 1941 | 21 września 1943 |
| minister sił powietrznych                                                                 | Arthur Drakeford   | 7 października 1941 | 21 września 1943 |
| minister lotnictwa cywilnego                                                              | Arthur Drakeford   | 7 października 1941 | 21 września 1943 |
| minister gospodarki (od 22 grudnia 1942 minister gospodarki i rolnictwa)                  | William Scully     | 7 października 1941 | 21 września 1943 |
| minister poczty                                                                           | Bill Ashley        | 7 października 1941 | 21 września 1943 |
| minister informacji                                                                       | Bill Ashley        | 7 października 1941 | 21 września 1943 |
| minister pracy i służby zasadniczej                                                       | Eddie Ward         | 7 października 1941 | 21 września 1943 |
| minister transportu                                                                       | George Lawson      | 7 października 1941 | 21 września 1943 |
| minister ds. repatriacji                                                                  | Charles Frost      | 7 października 1941 | 21 września 1943 |
| minister zarządzający programem mieszkań dla weteranów                                    | Charles Frost      | 7 października 1941 | 21 września 1943 |
| minister ds. wojennej organizacji przemysłu                                               | John Dedman        | 7 października 1941 | 21 września 1943 |
| minister kierujący Radą Badań Naukowych i Przemysłowych                                   | John Dedman        | 7 października 1941 | 21 września 1943 |
| minister bezpieczeństwa wewnętrznego                                                      | Bert Lazzarini     | 7 października 1941 | 21 września 1943 |
| minister ds. terytoriów zewnętrznych                                                      | James Fraser       | 7 października 1941 | 21 września 1943 |
| minister ds. produkcji lotniczej                                                          | Don Cameron        | 7 października 1941 | 21 września 1943 |